# غابرييل باتمان
غابرييل باتمان (بالإنجليزية: Gabriel Bateman)‏ مواليد 2004. هو ممثل أمريكي بدأ مسيرته الفنية سنة 2012. من أبرز أعماله القوطية الأمريكية ولعبة طفل.

## الأعمال

### أفلام
| السنة | العنوان            | الدور        | ملاحظات   |
| ----- | ------------------ | ------------ | --------- |
| 2012  | George Biddle, CPA |              |           |
| 2013  | The Park Bench     | الولد        | فيلم قصير |
| 2014  | أنابيل             | روبرت        |           |
| 2015  | تشيك ميت           | كريستوفر     |           |
| 2016  | إطفاء الأنوار      | مارتن ويلز   |           |
| 2018  | بينجي              | كارتر هيوز   |           |
| 2018  | ساينت جودي         | أليكس وود    |           |
| 2019  | لعبة طفل           | آندي باركلي  |           |
| 2019  | بلايموبيل: الفيلم  | تشارلي برينر |           |
| 2019  | روبرت ذا بروس      | سكوت         |           |
| 2020  | ثينك لايك ا دوق    | أوليفر رييد  |           |
| 2020  | أنهيجند            | كايل هنتر    |           |
| TBA   | Man of the Harvest | أوين         | فيلم قصير |

### مسلسلات
| السنة     | العنوان           | الدور        | ملاحظات                      |
| --------- | ----------------- | ------------ | ---------------------------- |
| 2014      | غريز أناتومي      | جاريد كول    | حلقة: "Throwing It All Away" |
| 2015      | كود بلاك          | جايسون راينر | حلقة: "Black Tag"            |
| 2016      | القوطية الأمريكية | جاك هاوثورن  | 13 حلقة                      |
| 2016–2017 | منبوذ             | جوشوا أوستن  | 4 حلقات                      |

## روابط خارجية
- غابرييل باتمان على موقع IMDb (الإنجليزية)
- غابرييل باتمان على موقع روتن توميتوز (الإنجليزية)
- غابرييل باتمان على موقع ألو سيني (الفرنسية)
- غابرييل باتمان على موقع أول موفي (الإنجليزية)
- غابرييل باتمان على موقع قاعدة بيانات الفيلم (الإنجليزية)